# (100333) 1995 SN5
(100333) 1995 SN5 es un asteroide perteneciente a asteroides que cruzan la órbita de Marte, descubierto el 22 de septiembre de 1995 por Robert H. McNaught desde el Observatorio de Siding Spring, Nueva Gales del Sur, Australia.

## Designación y nombre
Designado provisionalmente como 1995 SN5.

## Características orbitales
1995 SN5 está situado a una distancia media del Sol de 2,299 ua, pudiendo alejarse hasta 3,015 ua y acercarse hasta 1,584 ua. Su excentricidad es 0,311 y la inclinación orbital 24,15 grados. Emplea 1273 días en completar una órbita alrededor del Sol.

## Características físicas
La magnitud absoluta de 1995 SN5 es 15,5.